# Hans Blickensdörfer
Hans Blickensdörfer (* 21. Februar 1923 in Pforzheim; † 27. Dezember 1997 in Hochdorf bei Plochingen) war ein deutscher Sportjournalist und Schriftsteller.

## Leben
Hans Blickensdörfer begann seine Karriere als Sportjournalist 1948 als Volontär bei der Sportwelt. Später wurde er Redakteur bei der Stuttgarter Zeitung. Als langjähriger Chef-Sportreporter der Stuttgarter Zeitung und als Autor für die französische L’Équipe prägte Blickensdörfer einen ganz neuen Stil des Sportjournalismus.
Durch Erzählkunst und Hintergrundwissen brachte er auch Leser zur Sportberichterstattung, die nicht nur „ergebnisorientiert“ waren. „Der Beweis gegenüber dem Feuilleton war zu erbringen, dass ein Sportjournalist nicht nur von großen Muskeln träumt, sondern auch weiß, was ein Konjunktiv ist“, sagte Blickensdörfer.
Bekannt wurde Blickensdörfer einer breiten Öffentlichkeit durch seine Bücher, vor allem durch seinen autobiografischen Roman Die Baskenmütze, der über Nacht zum Bestseller wurde und später in 18 Sprachen übersetzt wurde. Blickensdörfer erzählt darin von seiner Gefangenschaft in französischen Lagern und Gefängnissen nach dem Ende des Zweiten Weltkriegs und seinen zahlreichen Fluchtversuchen, die ihn schließlich nach Deutschland zurückführten. 1990 wurde der Roman in einer deutsch-französischen Koproduktion als Fernsehmehrteiler verfilmt.

## Werke (Auswahl)
- Tour de France: Tour der Leiden, Tour des Ruhmes, Union Verlag, Stuttgart 1963.
- Ein Ball fliegt um die Welt, Union Verlag, Stuttgart 1965.
- Das aussergewöhnliche Leben Fausto Coppis. In: Bund Deutscher Radfahrer (Hrsg.): Radsport. Deutscher Sportverlag Kurt Stoof, Köln 1970.
- Die Baskenmütze, Wunderlich Verlag, Tübingen 1973, ISBN 3-453-00480-9.
- Bonjour, Marianne, Wunderlich Verlag, Reinbek 1975, ISBN 3-8052-0240-7.
- Die Söhne des Krieges, C. Bertelsmann Verlag, München 1978, ISBN 3-570-05731-3.
- Salz im Kaffee, Schneekluth, München 1980, ISBN 3-87203-163-5.
- Alles wegen meiner Mutter, Schneekluth, München 1981, ISBN 3-453-01854-0.
- Pallmann, Schneekluth, München 1982, ISBN 3-7951-0785-7.
- Keiner weiß wie’s ausgeht. Unendliche Geschichten vom Sport, Schneekluth, München 1983, ISBN 9783795108250.
- Weht der Wind von Westen, Schneekluth, München 1984, ISBN 9783795108366.
- Champagner im Samowar. Roman eines Lottogewinns, Schneekluth, München 1987, ISBN 9783795110017.
- Der Arzt von Drüben, Schneekluth, München 1988, ISBN 9783795110642.
- Doppelpass an der Wolga, Schneekluth, München 1990, ISBN 9783795111410.
- Der Kaiser – Die Franz Beckenbauer Story, Südwest Verlag, München 1991, ISBN 3-517-01269-6.
- Ein Leutnant in Paris, Engelhorn, Stuttgart 1995, ISBN 3-87203-194-5.
- Jürgen Klinsmann, Engelhorn, Stuttgart 1995, ISBN 9783872032065.
- Rund sind Ball und Baskenmütze: Erinnerungen, Engelhorn, Stuttgart 1997, ISBN 3-87203-241-0.
- Tour de France. Mythos und Geschichte eines Radrennens, Siegloch Edition, Künzelsau 1997, ISBN 3-89393-160-0.